# Wilkes-Barre and Eastern Railroad
Die Wilkes-Barre and Eastern Railroad (WB&E) war eine Bahngesellschaft im Nordosten des US-Bundesstaats Pennsylvania. Das Unternehmen wurde 1892 mit dem Ziel gegründet, ihrem Eigentümer, der New York, Susquehanna and Western Railroad (NYS&W), Zugang in das Anthrazitkohlen-Abbaugebiet um Scranton und Wilkes-Barre zu verschaffen. Dies gelang, doch wanderten die überregionalen Transporte mit Übernahme der NYS&W und WB&E durch die Erie Railroad schrittweise auf die besser trassierten Erie-Bahnstrecken ab. Nach Insolvenz stellte die WB&E 1939 den Betrieb ein.

## Geschichte
In den 1880er-Jahren erwarb die New York, Susquehanna and Western Railroad (NYS&W) Abbaurechte für Anthrazitkohlebergbau nahe Scranton, die bald darauf durch Tochterfirmen und Lizenznehmer in Anspruch genommen wurden. Mit weiteren Bergbauunternehmen der Region um Scranton und Wilkes-Barre schloss die NYS&W Verträge zum Kohletransport nach New Jersey. Zur Anbindung der Kohlenwäschen an das Bahnnetz errichtete die NYS&W fünf kurze Nebenbahnen. Diese Strecken waren aber weder direkt miteinander noch mit der gut 75 km östlich von Scranton endenden NYS&W-Hauptstrecke verbunden, wodurch die NYS&W für die Kohleabfuhr auf andere Bahngesellschaften, vor allem die Delaware and Hudson Railway (D&H) und die Delaware, Lackawanna and Western Railroad (DL&W), angewiesen war.

Karte mit den Strecken der NYS&W, WB&E und SC

Daher wurde am 15. März 1892 die Wilkes-Barre and Eastern Railroad (WB&E) gegründet, um die Lücke zwischen den NYS&W-Streckenabschnitten zu schließen. Die NYS&W erwarb alle Anteile der WB&E und schloss am 18. Juli 1893 einen Gewinnabführungsvertrag mit ihr. Die von der WB&E bis 1894 errichtete, 104,1 km (64,69 Meilen) lange Bahnstrecke hatte ihren Ausgangspunkt in Kingston, nordwestlich von Wilkes-Barre auf der westlichen Seite des Susquehanna River gelegen. Von dort querte die Strecke den Susquehanna mit einer 365 Meter langen Brücke und führte zunächst über Plains, Yatesville und Jenkins Township Richtung Nordosten, dann Richtung Südosten über die Pocono Mountains bis Stroudsburg, wo sie das westliche Ende der NYS&W-Hauptstrecke erreichte. In Yatesville wurde eine Verknüpfung mit der Hauptstrecke der D&H geschaffen, in Jenkins Junction mit einer Strecke der Lehigh Valley Railroad. In Stroudsburg wurde ein Bahnbetriebswerk mit Werkstätten errichtet. Die Betriebsaufnahme für den Güterverkehr erfolgte am 22. Januar 1894, der durchgehende Personenverkehr zwischen Wilkes-Barre und dem östlichen NYS&W-Endpunkt Jersey City wurde am 4. Juni 1894 aufgenommen.
Die Hauptstrecken der WB&E und NYS&W stellten die kürzeste Bahnverbindung zwischen dem südlichen Wyoming Valley um Wilkes-Barre und dem Nordosten New Jerseys dar. Da die WB&E-Strecke allerdings zu einem Zeitpunkt gebaut wurde, als prinzipiell parallel verlaufende Strecken konkurrierender Bahngesellschaften die flachsten Trassen schon belegt hatten, wies sie zahlreiche signifikante Steigungen zwischen 15 ‰ und 17 ‰ und enge Kurvenradien auf. Während die NYS&W die von ihr akquirierten Frachttransporte dennoch über die WB&E führte, war deren überregionaler Personenverkehr von Beginn wesentlich weniger attraktiv für Fahrgäste als die Verbindungen der Central Railroad of New Jersey, DL&W und LV. Schon 1897 gaben die WB&E und NYS&W daher die Führung durchgehender Personenzüge auf; stattdessen wurde der lokale Personenverkehr auf der WB&E-Strecke fortan mit gemischten Zügen abgewickelt.
Da die WB&E-Strecke nicht mit den kurzen NYS&W-Strecken um Scranton verbunden war, gründete die NYS&W mit der Susquehanna Connecting Railroad (SC) ein weiteres Tochterunternehmen, das die Verknüpfung herstellen sollte. Die SC errichtete eine Strecke, die etwa 20 km nordöstlich von Wilkes-Barre an einem Paddy's Land, später Suscon Junction, genannten Punkt in Pittston Township Richtung Norden von der WB&E-Strecke abzweigte. Zugleich mietete die SC die NYS&W-Nebenbahnen um Scranton. Die Betriebsführung der SC übernahm mit Eröffnung des ersten Streckenabschnitts am 1. April 1897 die WB&E. Hauptsitz beider Firmen wurde Dunmore bei Scranton.
Unter maßgeblicher Vermittlung durch J. P. Morgan übernahm die Erie Railroad zum 1. Februar 1898 durch den Erwerb von etwa 99 % der Anteile die Kontrolle über die NYS&W und deren Tochterfirmen. Zwar investierte die finanzstarke Erie Railroad in die NYS&W-Infrastruktur und stellte Triebfahrzeuge und Wagen zur Verfügung, doch verlagerte sie die Transporte aus dem Anthrazitkohlerevier des Wyoming Valley Richtung Osten von der WB&E auf ihre eigene, deutlich längere, aber wesentlich flacher trassierte Strecke. Während die SC weiterhin eine bedeutende Zubringerrolle im Kohletransport einnahm, verblieb der WB&E nur geringer Personen- und Güterverkehr entlang ihrer Strecke. Ab 1926 vermietete die WB&E den etwa 5 km langen Streckenabschnitt von Kingston nach Plains einschließlich der Brücke über den Susquehanna River an die Wilkes-Barre Connecting Railroad, während ihre eigenen Züge nun in Plains endeten. Am 15. Mai 1935 gab sie den Personenverkehr auf, nachdem 1932 nur noch 400 Fahrgäste und 1934 nur mehr 94 Fahrgäste befördert wurden. Fracht wurde 1932 im Umfang von 138.473 Tonnen befördert, wovon 42.287 Tonnen an Stationen der WB&E ver- oder entladen wurden. Der Großteil der lokal verladenen Fracht war Natureis aus den Pocono Mountains; das Gros der von anderen Bahnen (vor allem der SC) übernommenen Fracht war Kohle. 1934 stieg das Güteraufkommen auf 141.986 Tonnen, davon 34.025 Tonnen von/zu WB&E-Stationen. 1936 sank das Aufkommen auf 106.604 Tonnen, davon 21.245 Tonnen lokal.
1937 meldeten die NYS&W und die WB&E Insolvenz an. Die WB&E hatte bereits seit Anfang der 1930er-Jahre Verluste verzeichnet, 1932 etwa in Höhe von 11.033 Dollar und 1936 in Höhe von 30.014 Dollar. Der Betrieb wurde im Rahmen einer Reorganisation unter Insolvenzverwaltung vorläufig fortgeführt, doch zog sich die Erie Railroad (die 1938 selbst Insolvenz anmelden musste) schrittweise bis 1940 aus den beiden Unternehmen zurück. Die Betriebsführung der SC durch die WB&E endete zum 31. März 1938. Ein Jahr später, 1939, stellte die WB&E ihren Restbetrieb ein und legte ihre Bahnstrecke östlich von Suscon Junction still, nachdem die Interstate Commerce Commission (ICC) dem bereits am 23. September 1937 vorgelegten Stilllegungsantrag stattgegeben hatte.
Auf dem Abschnitt zwischen Plains und Suscon übernahm ab 1. November 1938 die Erie Railroad den Güterverkehr. Eine Tochtergesellschaft der Erie, die Moosic Mountain and Carbondale Railroad Company, beantragte am 31. Mai 1941 vor der ICC den Erwerb dieses Streckenabschnitts. Dem Antrag wurde am 26. Juni 1941 stattgegeben. Der bereits an die Wilkes-Barre Connecting Railroad vermietete Abschnitt wurde 1940 an diese verkauft. Die WB&E wurde anschließend in den 1940er-Jahren aufgelöst.